# 小松亮太
小松 亮太（こまつ りょうた、1973年10月30日 - ）は、日本のバンドネオン奏者。タンゴ演奏者。東京都足立区生まれ。
両親ともタンゴ奏者であり、母親はタンゴ・ピアニスト、小松真知子。
妻は、小松が率いる楽団のメンバーで、ヴァイオリン奏者の近藤久美子。3児の父である。

## 人物
14歳よりバンドネオンを独学で始め、16歳よりカーチョ・ジャンニーニに師事。音楽理論を桐朋学園大学教授である岡部守弘に師事。
歌手、音楽家、アーティストとのコラボレーションも多く、これまでに共演してきたミュージシャンは石井竜也、葉加瀬太郎、沢田研二、THE BOOM、GONTITI、織田哲郎、小曽根真、大貫妙子、佐渡裕、須川展也、ミシェル・ルグラン、ミルバ、Bajofondo Tangoclubの他、NHK交響楽団、東京フィルハーモニー交響楽団、イ・ムジチ合奏団なども共演歴がある。
アマチュア団体・東京バンドネオン倶楽部の顧問と指導を1994年から務めている。
ニューエイジ・ミュージックのコンピレーション・アルバム『image』には初回である2000年から参加。
2018年度より洗足学園音楽大学客員教授。「ムコ多糖症支援ネットワーク」で、チャリティ・ライヴなど患者支援のための活動も積極的に行っている。

## 略歴
- 1973年10月30日：東京都に生まれる。
- 1987年：バンドネオンを独学で始める。
- 1991年：藤沢嵐子のラストステージに伴奏者として参加。
- 1998年7月：Sony Recordsよりメジャー・デビュー。
- 1998年：1980年代のアストラル・ピアソラを支えたパブロ・シーグレル、フェルナンド・スアレス・パス、オラシオ・マルビチーノ、H.コンソーレと福岡・大阪・東京にて公演。
- 1999年：ニューヨークのカーネギー・ホールにて演奏。全米デビューする。
- 2000年：ビクトル・ラバジェン（バンドネオン）を招き、「Tango Spirit」ツアー敢行。
- 2003年：ブエノスアイレスでライブを行う。また、アルゼンチン演奏家協会、アルゼンチン音楽家組合、ブエノスアイレス市音楽文化管理局などから表彰される。バンドネオンのレオポルド・フェデリコの日本ツアーに参加。
- 2004年：タンゴ・ピアノのオスバルド・ベリンジェリ、タンゴ歌手のマリア・グラーニャとツアーを行う。
- 2005年：国際交流基金の派遣事業として、南米4カ国のツアーを敢行。
- 2007年：韓国Jarasum International Jazz Festivalに出演。
- 2008年：ピアソラの幻のオラトリオ「若き民衆」の日本初演コンサートを企画。
- 2009年：初の書き下ろし本『小松亮太とタンゴへ行こう』（旬報社）を上梓。日経新聞紙上で絶賛された[要出典]。
- 2010年：上海万博日本産業館にて、TOKYO JAZZ IN 上海万博に出演。
- 2011年：アルゼンチンタンゴショー「ロコへのバラード」（東京グローブ座）の音楽監督を務める。NHK-FM『今日は一日タンゴ三昧』でラジオパーソナリティ・演奏を同局の橋本奈穂子アナウンサーと共に10時間務める。
- 2013年：6月にピアソラのオペリータ「ブエノスアイレスのマリア」をピアソラ元夫人のアメリータ・バルタールと共演。デビュー15周年を迎える。
- 2014年：2年を費やし編曲を完成したブルックナー作曲 交響曲第8番のバンドネオン・アンサンブル版をよみうり大手町ホールで初演。この模様はYouTubeに公式アップされる。
- 2015年：6月リリース、大貫妙子とのコラボレーション・アルバム『Tint』が、第57回日本レコード大賞の優秀アルバム賞を受賞。
- 2015年、坂本龍一が音楽を手掛けた、映画『母と暮せば』のオリジナル・サウンドトラックに演奏と編曲で1曲参加。
- 2016年：アメリータ・バルタールと東京オペラシティで再共演。また70年代にピアソラ以後のロック的タンゴを標榜したグループ「ヘネラシオン・セロ（ゼロ世代）」のリーダーだったバンドネオン奏者・ロドルフォ・メデーロスの初来日公演にゲスト出演。Suwon city choir によるマルティン・パルメリ作曲の話題作「ブエノスアイレスへのミサ曲」の韓国初演にゲスト出演。
- 2017年：イ・ムジチ合奏団の東京公演と長野公演にゲスト出演。
- 2018年：オスバルド・プグリエーセ楽団の伝統を継ぐ、コロール・タンゴと小松亮太キンテートとのジョイント・コンサートを開催。
- 2019年：ミシェル・プラッソン指揮の新日本フィルハーモニー交響楽団とピアソラのバンドネオン協奏曲をライブレコーディング。
- 2021年：430ページに及ぶタンゴ本「タンゴの真実」（旬報社）を上梓。  アンドレア・バッティストーニ指揮の東京フィルハーモニー交響楽団とピアソラの大作「シンフォニア・ブエノスアイレス」を日本初演。10年ぶりにNHK-FM「今日は一日ピアソラ三昧」でラジオパーソナリティを竹内香苗と共に8時間務めた。NHK Eテレ「クラシック音楽館“ピアソラの世界”」では演奏とトークを2時間務めた。
- 2023年：およそ10年ぶりに「ブエノスアイレスのマリア」を川口リリア音楽ホールで再演、大喝采を浴びる。約４ヶ月に渡り、浜松市楽器博物館にて「小松亮太監修、蛇腹楽器展 おくり魅かれる風・音　～バンドネオンの謎と真実～」を開催、多数のイベントや講座も開催した。
- 2024年：デビュー25周年記念コンサート「小松亮太＆オルケスタ・ティピカ with 彩吹真央 〜11人で演奏するアルゼンチン・タンゴ〜」を、バンドネオン4人とヴァイオリン3人、ヴィオラ、チェロ、コントラバス、ピアノという楽器編成にゲストとして彩吹真央を迎え、12月に東京と大阪で開催した[2][3]。

## 作品

### アルバム
1. ブエノスアイレスの夏（1998年7月1日）
2. アグア・ベルデ（NHKスタジオパークIIのテーマ）（1999年2月27日）
3. 『来るべきもの』〜Lo Que Vendra（1999年10月1日）
4. ラ・トランペーラ〜うそつき女（2001年1月24日）
5. ライヴ・イン・トーキョー（2002年9月4日）
6. ザ ・ ベスト Ryota Komatsu THE BEST（2004年2月4日）
7. Tangologue　タンゴローグ（2004年9月23日）
8. Bandoneon Diary　バンドネオン・ダイアリー（2005年11月2日）
9. Tango With Me （2007年3月7日）
10. Collaborations! コラボレーションズ!（2008年1月23日）
11. The Piazzolla Best（2008年11月5日）
12. 碧空〜昭和タンゴプレイバック（2009年9月30日）
13. 小さな喫茶店〜東京タンゴ・カフェ（2010年9月22日）
14. 俺のピアソラ（2011年10月5日）
15. 映画「グスコーブドリの伝記」オリジナル・サウンドトラック（2012年6月6日）
16. ジャバラライフ TV・映画・アニメ グレイテスト・ヒッツ（2012年7月4日）
17. 映画「体脂肪計タニタの社員食堂」サウンドトラック（2013年4月24日）
18. 『ブエノスアイレスのマリア』（2013年8月28日）
19. Tint（2015年6月10日）- 大貫妙子と小松亮太 名義（第57回日本レコード大賞 優秀アルバム賞）
20. 天空のバンドネオン〜タンゴでスタジオジブリ〜（2017年9月27日）
21. ピアソラ：ブエノスアイレスの四季 他 with イ・ムジチ合奏団（2018年7月4日）
22. 小松ジャパン～ザ・グレイテスト・ヒッツ （2018年7月4日）
23. ピアソラの芸術  （2020年12月9日）
24. ピアソラ：バンドネオン協奏曲　他（2021年5月5日）
25. コラソン・デ・アニソン（2023年9月27日）
26. 小松JAPAN第弐集（2023年9月27日）

### 楽曲提供、タイアップ関連作品
- 日本テレビ「ラビリンス」でアストル・ピアソラの楽曲を多数演奏（1999年）
- よしもとばなな原作映画アルゼンチンババア（2007年）
- 山口智子 手わざの細道テーマ曲（テレビ東京系・2007年）「土手と君と」小松亮太作曲
- モノノ怪（フジテレビ系・2007年）「下弦の月」小松亮太作曲
- 都のかほりスペシャル（テレビ朝日系・2009年-2010年）「旅夢〜tabiyume〜」小松亮太作曲
- THE世界遺産（TBS系・2010年-2015年）「風の詩〜THE 世界遺産」小松亮太作曲
- 甦る北斎 幻の海〜伝説の傑作10図をパリで発見!完全復刻〜（NHK総合・2011年1月2日）
- 映画グスコーブドリの伝記（手塚プロダクション制作、ワーナー・ブラザース配給、2012年）音楽：小松亮太
- 体脂肪計タニタの社員食堂（角川映画配給、2013年）音楽：小松亮太
- NHKドラマご縁ハンター（NHK・2013年）
- 日本テレビ系「news every.」お天気コーナーテーマ曲「雨あがり～after the rain」(2020年）

### レギュラー出演番組
- 「小松亮太の音楽世界旅行」
- 「Room in the ear 〜タンゴは俺にまかせとけ」FM FUJI

### 書籍
- 小松亮太 編『Tango Lovers』愛育社（原著2004年9月1日）。ISBN 978-4750001869。
- 小松亮太『小松亮太とタンゴへ行こう』旬報社（原著2009年9月1日）。ISBN 978-4845111343。
- 小松亮太『タンゴの真実』旬報社（原著2021年3月26日）。ISBN 978-4845116799。